# ایدالبرتو آراندا
ایدالبرتو آراندا (انگلیسی: Idalberto Aranda؛ زادهٔ ۲۹ مهٔ ۱۹۷۵) وزنه‌بردار اهل کوبا بود.
وی در مسابقات کشوری و بین‌المللی در مجموع برندهٔ ۲ مدال طلا شده‌است.